# Новинка (Сукроменское сельское поселение)
Новинка (карел. Novin’ka) — опустевшая деревня в Бежецком районе Тверской области. Входит в состав Сукроменского сельского поселения.

## География
Находится в восточной части Тверской области на расстоянии приблизительно 23 км по прямой на юг-юго-восток от районного центра города Бежецк.

## История
Деревня была отмечена еще на карте 1825 года. В 1859 году здесь (деревня Бежецкого уезда Тверской губернии) было учтено 14 дворов, в 1941 — 17, в 1978 — 12.

## Население
Численность населения: 90 человек (1859 год), 0 как в 2002 году, так и в 2010.